# Parafia Matki Bożej Nieustającej Pomocy w Węglówce
Parafia Matki Bożej Nieustającej Pomocy w Węglówce – parafia rzymskokatolicka należąca do dekanatu Dobczyce archidiecezji krakowskiej. Mieści się we wsi Węglówka, w gminie Wiśniowa. Duszpasterstwo prowadzą duchowni ze Zgromadzenia Księży Najświętszego Serca Jezusowego (Sercanów).

## Historia
Parafia została utworzona w 1913 roku dekretem księdza kardynała Adama Stefana Sapiehy.